# Зварич Ігор Степанович
Ігор Степанович Зварич (нар. 16 червня 1962) — колишній суддя та голова Львівського апеляційного адміністративного суду, засуджений до 10-ти років ув'язнення за хабарництво в особливо великих розмірах.

## Життєпис
Народився у селі П'ятниця (Старосамбірський район, Львівська область).
- 1969–1977 — навчання у Княжпільській восьмирічній школі (село Княжпіль).
- 1977–1981 — навчання у Львівському технікумі механічної обробки деревини (Львів).
- 1981–1983 — строкова військова служба у Радянській армії (місто Бялогард, північний захід Польщі).
- Весна 1982 — став членом КПРС.
- 1983–1988 — навчання на юридичному факультеті Львівського університету ім. Франка.
- З вересня 1988 року — стажувався і одночасно виконував обов'язки судді в Шевченківському і Радянському (тепер Франківському) народних районних судах Львова.

## Суддівська робота
- Березень 1989 року — обраний суддею Ленінського народного районного суду Львова.
- Осінь 1991 року — у зв'язку з тим, що судді в незалежній Україні не могли бути членами будь-якої партії, написав заяву про вихід з КПРС.
- з 1994 року — суддя обласного суду Львівської області.
- 2004 — голова палати з розгляду кримінальних справ апеляційного суду Львівської області.
- З квітня 2006 — суддя Львівського апеляційного адміністративного суду.
- З листопада 2006 року — голова Львівського апеляційного адміністративного суду.

## Нагороди
Жовтень 2007 року — «Заслужений юрист України», від якого відмовився у відкритому листі до Президента України, начебто в зв'язку з грубими порушеннями Президентом Конституції.

## Кримінальна справата засудження
2008 — відносно Зварича розпочато кримінальну справу за отримання хабарів (розслідував Володимир Жербицький) та в подальшому засуджено до позбавлення волі строком на 10 років. Перебуваючи в тюрмі, подав заяву до Європейського суду з прав людини.

## Літературна діяльність
У вересні 2013 року було презентовано першу книгу Зварича з трилогії «Mein Kampf in Ukraine» під назвою «Суддя-комуніст». 12 вересня 2014 року презентовано другу книгу Ігоря Зварича — «Суддя-націоналіст».